# 迪塞尔·兰道尔·威尔逊
德西蕾·兰道尔·威尔逊（英語：Desiré Randall Wilson，1953年11月26日—）是一位来自南非的F1车手。

## 生平
她驾驶着威廉姆斯 FW07参加了1980年的世界一级方程式锦标赛的一场比赛但是并未获得正赛资格。她还参加了几场非世锦赛赛事，包括1981年南非大奖赛。这场比赛本来应该是世锦赛赛事但是因为FISA-FOCA之争而被排除在世锦赛之外。她在排位赛中获得了第16，但是在正赛中因为事故而退赛。
她是唯一一位赢得F1比赛冠军的女性车手，她于赢得在布兰兹-哈奇赛道举办的英国奥罗拉F1系列赛（ British Aurora F1 series）的冠军。因此，她在布兰兹-哈奇赛道有一块纪念她的纪念碑。